# Magda Godia
Magdalena Godia Ibarz (5 de julho de 1953 – 7 de agosto de 2021) foi uma política espanhola. Membro do Partido Socialista Operário Espanhol, foi presidente da cidade de Mequinenza de 2003 até à sua morte em 2021. Foi promotora da língua catalã e ajudou a fundar o Espacio Moncada, dedicado às obras de Jesús Moncada.

## Biografia
Professora de profissão, Godia trabalhou no Colégio Santa Agatoclia de Mequinenza de 1978 a 1992. Foi eleita para a Câmara Municipal de Mequinenza em 1991, promovendo projetos culturais na cidade até 2003, quando foi eleita presidente.
De 2007 a 2014 Godia foi Presidente do Conselho Regional de Bajo Cinca/Baix Cinca e serviu no Ministério da Cultura de Aragão. Ela também serviu nas Cortes de Aragão de 2013 a 2015 e também foi uma executiva provincial do Partido Socialista de Aragão, ocupando cargos relacionados com a igualdade e a formação.
Magda Godia morreu em Lleida a 7 de agosto de 2021 com 68 anos de idade. Ela foi substituída por Antonio Sanjuan durante os seus últimos meses quando sofria com doença.